# Hélène Bergès
Pour les articles homonymes, voir Bergès.
Hélène Bergès, née le 27 août 1966 à Pau, est une biologiste française.

## Biographie
Hélène Bergès est docteur en génétique et biologie moléculaire de l'université Toulouse-III-Paul-Sabatier en 1995. 
Elle a été directrice du Centre national de ressources génomiques végétales (CNRGV) à l'Institut national de la recherche agronomique (INRA) de 2003 à juillet 2019. Elle est en outre membre du conseil scientifique de l'Office parlementaire d'évaluation des choix scientifiques et technologiques (OPECST). Elle est considérée comme une personne de référence dans le domaine des ressources génomiques au niveau national et international. Hélène Bergès a créé ex nihilo une structure unique en France gérant un tel patrimoine génomique pour les plantes. 
Elle a su mettre en place des projets d’envergure en collaboration avec des laboratoires au niveau international pour que le CNRGV joue un rôle clef dans les programmes de génomique végétale. Grâce à son travail, elle contribue à décrypter la complexité des génomes des plantes et notamment étudie les mécanismes permettant aux plantes de s’adapter à l'environnement (comme la résistance à divers stress). 
Elle est membre de plusieurs consortia internationaux visant à séquencer des génomes de plantes (IWGSC pour le blé, SUGESI pour la canne à sucre, IBSC pour l’orge, le tournesol …).

## Distinctions
- 2012 : Lauriers INRA
- 2013 : Novélisée[Quoi ?] par la mairie de Toulouse
- 2014 :  Chevalière de l'ordre du Mérite agricole
- 2015 : Médaille de vermeil de l'Académie d'agriculture
- 2015 :  Chevalière de la Légion d'honneur

## Autres activités professionnelles
- Membre du conseil scientifique de l’OPECST (Office parlementaire d'évaluation des choix xcientifiques et technologiques)
- Membre du comité international de séquençage blé de l'IWGSC (International Wheat Genome Sequencing Consortium)
- Membre de l’IBGSC (International Barley Genome Sequencing Consortium)
- Membre du consortium international de séquençage du génome du tournesol (Genomics of Sunflowers)
- Membre du comité international pour le séquençage de la canne à sucre (Sugarcane Genome Sequencing Initiative-SUGESI)

## Dernières publications
- Rousseau-Gueutin M, Morice J, Coriton O, Huteau V, Trotoux G, Nègre S, Falentin C, Deniot G, Gilet M, Eber F, Pelé A, Vautrin S, Fourment J, Lodé M, Bergès H, Chèvre AM. (2016) The Impact of Open Pollination on the Structural Evolutionary Dynamics, Meiotic Behavior and Fertility of Resynthesized Allotetraploid Brassica napus L. G3 (Bethesda). pii: g3.116.036517. doi: 10.1534/g3.116.036517.
- Roselli S, Olry A, Vautrin S, Coriton O, Ritchie D, Galati G, Navrot N, Krieger C, Vialart G, Bergès H, Bourgaud F, Hehn A. (2016)  A bacterial artificial chromosome (BAC) genomic approach reveals partial clustering of the furanocoumarin pathway genes in parsnip. Plant J. doi: 10.1111/tpj.13450.
- Bellec A, Courtial A, Cauet S, Rodde N, Vautrin S, Beydon G, Arnal N, Gautier N, Fourment J, Prat E, Marande W, Barriere Y and Berges H. (2016) Long Read Sequencing Technology to Solve Complex Genomic Regions Assembly in Plants. Next Generat Sequenc & Applic. 3:2 https://dx.doi.org/10.4172/2469-9853.1000128
- Hen-Avivi S, Savin O, Racovita RC, Lee WS, Adamski NM, Malitsky S, Almekias-Siegl E, Levy M, Vautrin S, Bergès H, Friedlander G, Kartvelishvily E, Ben-Zvi G, Alkan N, Uauy C, Kanyuka K, Jetter R, Distelfeld A, Aharoni A. (2016) A Metabolic Gene Cluster in the Wheat W1 and the Barley Cer-cqu Loci Determines β-Diketone Biosynthesis and Glaucousness. Plant Cell. 28(6):1440-60. doi: 10.1105/tpc.16.00197.
- Schweiger W, Steiner B, Vautrin S, Nussbaumer T, Siegwart G, Zamini M, Jungreithmeier F, Gratl V, Lemmens M, Mayer KF, Bergès H, Adam G, Buerstmayr H. (2016) Suppressed recombination and unique candidate genes in the divergent haplotype encoding Fhb1, a major Fusarium head blight resistance locus in wheat. Theor Appl Genet. doi: 10.1007/s00122-016-2727-x.
- Ribeiro T, Barrela RM, Bergès H, Marques C, Loureiro J, Morais-Cecílio L, Paiva JA. (2016) Advancing Eucalyptus Genomics: Cytogenomics Reveals Conservation of Eucalyptus Genomes. Front Plant Sci. 7:510. doi: 10.3389/fpls.2016.00510.
- Hao DC, Vautrin S, Song C, Zhu YJ, Berges H, Sun C, Che SL (2015) The first insight into the salvia (lamiaceae) genome via BAC library construction and high-throughput sequencing of target BAC clones. Pak. J. Bot., 47(4): 1347-1357.
- Akpinar BA, Magni F, Yuce M, Lucas SJ, Šimková H, Šafář J, Vautrin S, Bergès H, Cattonaro F, Doležel J, Budak H. (2015) The physical map of wheat chromosome 5DS revealed gene duplications and small rearrangements. BMC Genomics. 16:453. doi: 10.1186/s12864-015-1641-y.
- Plomion C, Aury JM, Amselem J, Alaeitabar T, Barbe V, Belser C, Bergès H, Bodénès C, Boudet N, Boury C, Canaguier A, Couloux A, Da Silva C, Duplessis S, Ehrenmann F, Estrada-Mairey B, Fouteau S, Francillonne N, Gaspin C, Guichard C, Klopp C, Labadie K, Lalanne C, Le Clainche I, Leplé JC, Le Provost G, Leroy T, Lesur I, Martin F, Mercier J, Michotey C, Murat F, Salin F, Steinbach D, Faivre-Rampant P, Wincker P, Salse J, Quesneville H, Kremer A. (2015) Decoding the oak genome: public release of sequence data, assembly, annotation and publication strategies. Mol Ecol Resour. doi: 10.1111/1755-0998.12425.
- Dobrovolskaya O, Pont C, Sibout R, Martinek P, Badaeva E, Murat F, Chosson A, Watanabe N, Prat E, Gautier N, Gautier V, Poncet C, Orlov Y, Krasnikov A, Berges H, Salina E, Laikova L, Salse J. (2015) FRIZZY PANICLE drives supernumerary spikelets in bread wheat (T. aestivum L.).Plant Physiol. 167(1):189-99. doi: 10.1104/pp.114.250043..
- Mago R, Zhang P, Vautrin S, Šimková H, Bansal U, Luo M-C, Rouse M, Karaoglu H, Periyannan S, Kolmer J, Jin , Ayliffe M.A, Bariana H, Park R.F, McIntosh R, Doležel J, Bergès H, Spielmeyer W, Lagudah E.S, Ellis J.G, Dodds P.N  (2015) The wheat Sr50 gene reveals rich diversity at a cereal disease resistance locus. Nature Plants. Article number:15186. doi:10.1038/nplants.2015.186
- The International Barley Sequencing Consortium (2012) A physical, genetic and functional sequence assembly of the barley genome. Nature. 491(7426):711-6
- The tomato Genome Consortium (2012). The tomato genome sequence provides insights into fleshy fruit evolution. Nature. 485(7400):635-41.
- Souza GM, Bergès H, Bocs S, Casu R, D’Hont A, Ferreira JE, Henry R, Ming R, Potier B, Van Sluys MA, Vincentz M and Paterson AH (2011) The Sugarcane Genome Challenge: Strategies for Sequencing a Highly Complex Genome. Tropical Plant Biology 4: 145-156
- Young ND, Debellé F, Oldroyd GE, Geurts R, …, Bechner M, Bellec A, Berger A, Bergès H, Bidwell S, Bisseling T, Choisne N, …, Wincker P, Xing Y, Yang L, Yao Z, Ying F, Zhai J, Zhou L, Zuber A, Dénarié J, Dixon RA, May GD, Schwartz DC, Rogers J, Quétier F, Town CD, Roe BA. (2011) The Medicago genome provides insight into the evolution of rhizobial symbioses. Nature. 480(7378):520-4.
- Kane, N.C., Gill, N., King, M.G., Bowers, J.E., Bergès, H., Gouzy, J., Bachlava, E., Langlade, N.B., Lai, Z., Stewart, M., Burke, J.M., Vincourt, P., Knapp, S.J., and Rieseberg L.H. (2011) Progress towards a reference genome for sunflower. Botany (89:429-437)
- Paux E, Sourdille P, Salse J, Saintenac C, Choulet F, Leroy P, Korol A, Michalak M, Kianian S, Spielmeyer W, Lagudah E, Somers D, Kilian A, Alaux M, Vautrin S, Bergès H, Eversole K, Appels R, Safar J, Simkova H, Dolozel J, Bernard M, Feuillet C (2008) A physical map of the 1-gigabase bread wheat chromosome 3B. Science 322(5898):101-4.